# بابا أخا إيدينا
نبو أبلا إيدينا هو ملك بابلي كلداني تولى حكم مملكة بابل حكم لفترة في سنة 813 ق م بعد وفاة مردوخ بلاصو إقبي، وتم خلعه من قبل الآشوريين بعد أن إحتلوا بابل، استمرت الحروب بين الكلدان والآشوريين في بلاد بابل إلى أن تولى ملك نينورتا أبلا الحكم.